# Čelní lalok
Čelní lalok (lobus frontalis) je jedním z pěti laloků, které společně tvoří koncový mozek člověka a dalších savců. Je ze všech pěti laloků největší, nachází se na předním horním kraji („v čele“); za tímto lalokem se nachází lalok temenní (lobus parietalis), pod nimi pak lalok spánkový (lobus temporalis).

## Struktura
Tento lalok tvoří až třetinu celku, a to na obou mozkových hemisférách. Dělí se na závity (gyrus), ty jsou od sebe děleny zářezy (sulcus).
U člověka dosahuje čelní lalok plné vyspělosti před koncem dvacátých let života, v následujících letech objem tohoto laloku nepatrně klesá.

## Funkce
Čelní lalok je centrem mnoha důležitých funkcí, bývá nazýván „korunou mozku“.
Nejdůležitějšími centry jsou centra myšlení, rozumu a vůle. Proto se také říká, že právě zde se člověku vytváří a následně ukládají jeho morální zásady, dalo by se tedy říci, že se zde nachází i „centrum morálky“. Dále zde sídlí také centra řeči a čichu. 

## Galerie

Čelní lalok (červeně) levé hemisféry
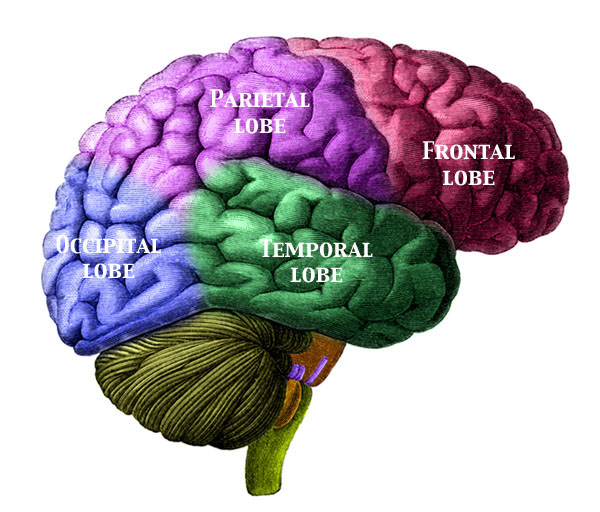
Laloky mozku: čelní (červeně), temenní (fialově), spánkový (zeleně), týlní (modře)